# Chuchoca

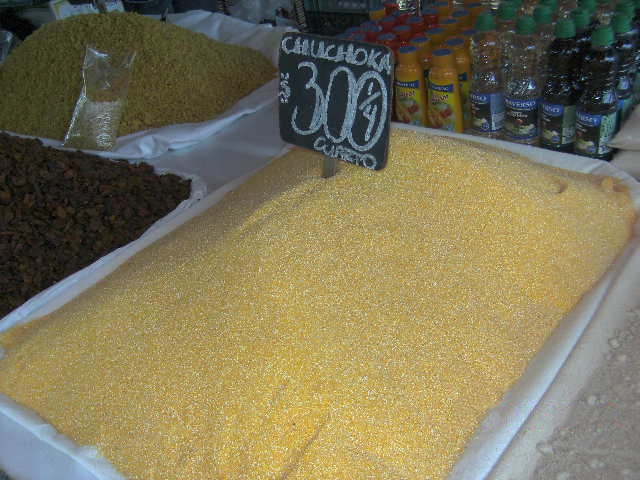
Chuchoca vendida en una feria libre de Santiago de Chile.

La chuchoca es el producto total de la molienda gruesa del maíz tierno (choclo), previamente cocido y secado al sol. Semejante a la sémola en color y textura, se diferencia de la polenta en que esta última es el producto de la molienda gruesa del maíz secado y descortezado. Es común en la cocina de los pueblos andinos de Bolivia, Chile, Perú

## Propiedades
Se considera que entre los derivados del maíz, la chuchoca posee el mayor contenido y calidad de proteínas, determinada por su Utilización Proteica Neta.

## Usos culinarios
Se considera entre sus usos como acompañamiento para carnes o se puede preparar pastel de chuchoca, el cual tiene un parecido al pastel de choclo, de uso habitual en la cocina de Chile.
También se prepara en un acompañamiento para carnes llamado papas con chuchoca, muy similar a las papas con mote.
Igualmente se puede utilizar como ingrediente acompañante del arroz  agregando un par de cucharadas de chuchoca al arroz previo a su cocción (Arroz con Chuchoca).

## Preparación

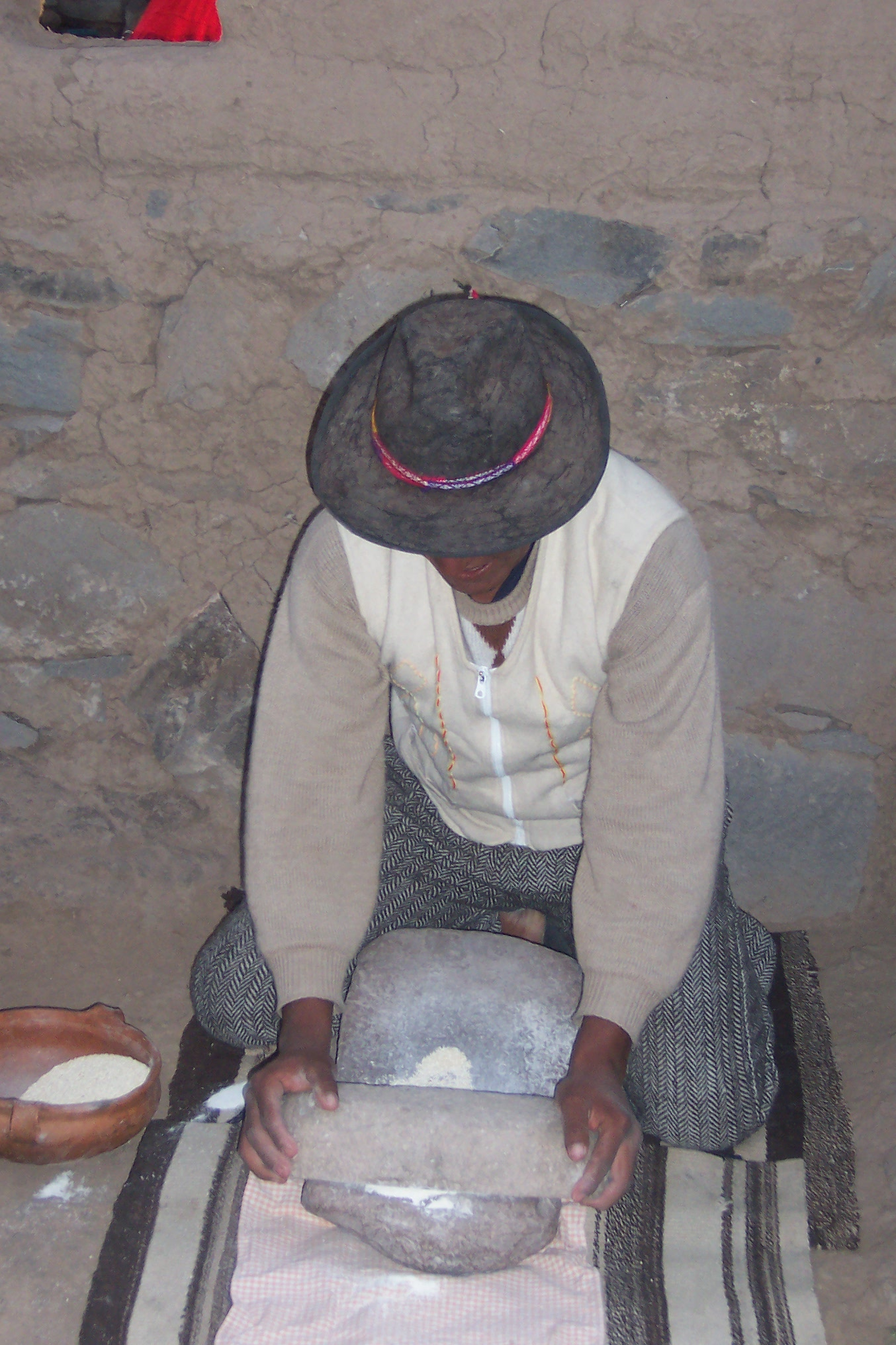
Tipo de piedra tradicional de molido de chuchoca.

Tras la cosecha de choclos se proceden a pelar y cocer en grandes recipientes. Los que no se consumen inmediatamente con mantequilla, pasan al secado al sol, generalmente en techos o superficies altas, para evitar la depredación por animales domésticos. Tras un tiempo el maíz queda seco, con una consistencia dura y quebradiza. Pasa entonces a la faena de desgranado que suele ser una actividad de otoño cuando no hay otros trabajos prioritarios. Viene entonces a la fase del molido el cual antiguamente se hacía molinos de piedra manual, por lo que no quedaba demasiado fino y por lo tanto con una contextura semisólida en el momento de ser consumido en sopas o principalmente cazuelas de ave o cerdo. Actualmente se muele en modernos molinillos pero se le da una gradación media para que no quede muy molido.

## Curiosidades
- En Chile existen las expresiones populares «te gusta la chuchoca», aludiendo al gozo de una persona por las fiestas en general, y «toda esa chuchoca», refiriendo a todas las actividades o trámites anexos a algo.
- "Esta vaquita loca quiere comer chuchoca" (coro de la canción «Vaquita loca» del grupo infantil chileno Mazapán, 1985)
- En Perú, se dice de manera coloquial «te voy a sacar la chochoca» cuando se amenaza (en son de broma) a alguien con pegarle.